# 阿蒙摩斯
| M17 | Y5 · N35 | F31 | S29 |

| M17 | Y5 · N35 | F31 | S29 |

阿蒙摩斯(Amenmose)是古埃及第十八王朝的王子，他是法老图特摩斯一世的长子。

## 生平
阿蒙摩斯与弟弟娃德杰摩斯原先出现于他们的家庭教师巴赫里在赫-卡布的陵墓里的一幅壁画，他是图特摩斯一世的太子和第一个被封为最高层军官(Great Overseer of Soldiers)的王子，这个封号在中王国时期开始使用，直到拉美西斯二世时期，這證明他曾經被委任掌管軍隊。阿蒙摩斯可能出生于图特摩斯一世登基之前。阿蒙摩斯的名字被發現記錄在象形繭內，通常僅有法老和皇后的名字被寫在象形繭內，皇太子的名字被記錄在象形繭內實屬罕見。阿蒙摩斯和弟弟娃德傑摩斯於圖特摩斯一世統治期間去世，因此他們的異母弟弟圖特摩斯二世成為法老。

## 家庭
阿蒙摩斯的父亲为图特摩斯一世，但母亲却仍有争议，可能是图特摩斯一世的大皇后雅赫摩斯或是第二位皇后姆特诺费列特，他是图特摩斯二世，娃德杰摩斯，女王哈特谢普苏特与妮斐鲁碧提公主的兄弟